# He (kana)
へ, in hiragana, o ヘ in katakana, è una lettera kana giapponese e rappresenta una mora.  È pronunciato /e/ ma occasionalmente come /he/ o  /çe/.
Nel proto-Giapponese era pronunciato "Pe", per poi diventare nel Giapponese antico [ɸe].
Nel Periodo Heian, へ cominciò a cambiare con il resto della linea H (はひほへ) tranne per ふ (che continuò ad essere pronunciato [ɸɯ] ) ad essere pronunciato come la serie W (ゑわゐを) così へ divenne pronunciato "we" quando letto come particella, causando la perdita nel tempo del fono ゑ (ɰe) che divenne pronunciato "ye" (𛀁).
Eventualmente, へ perse anche la pronuncia "we" diventando "e" in quanto il suono "We" è andato perduto nel periodo Edo come ゑ perse la pronuncia "ye" (𛀁) divenendo "e".
| Forme                       | Rōmaji     | Hiragana                   | Katakana                   | Esempi (con il kanji)                                                                                                  |
| --------------------------- | ---------- | -------------------------- | -------------------------- | --- |
| Normale h- (は行 ha-gyō)    | he         | へ                         | ヘ                         | - へび hebi 蛇 serpente - へんか henka 変化 modifica - へい hei 塀 recinto, muretto - へいあん heian 平安 tranquillità |
| Normale h- (は行 ha-gyō)    | hei hee hē | へい, へぃ へえ, へぇ へー | ヘイ, ヘィ ヘエ, ヘェ ヘー | - へび hebi 蛇 serpente - へんか henka 変化 modifica - へい hei 塀 recinto, muretto - へいあん heian 平安 tranquillità |
| dakuten b- (ば行 ba-gyō)    | be         | べ                         | ベ                         | - かべ kabe 壁 muro, parete - ベッド beddo letto - なんべい nanbei 南米 Sud America                                    |
| dakuten b- (ば行 ba-gyō)    | bei bee bē | べい, べぃ べえ, べぇ べー | ベイ, ベィ ベエ, ベェ ベー | - かべ kabe 壁 muro, parete - ベッド beddo letto - なんべい nanbei 南米 Sud America                                    |
| handakuten p- (ぱ行 pa-gyō) | pe         | ぺ                         | ペ                         | - いっぺん ippen 一辺 All'interno - ペルー perū Peru                                                                   |
| handakuten p- (ぱ行 pa-gyō) | pei pee pē | ぺい, ぺぃ ぺえ, ぺぇ ぺー | ペイ, ペィ ペエ, ペェ ペー | - いっぺん ippen 一辺 All'interno - ペルー perū Peru                                                                   |

## Scrittura

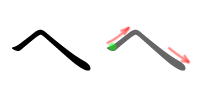
Stile di scrittura di へ

L'hiragana へ è composto da un solo tratto:
1. Partendo dal basso fare un segno diagonale che vada verso l'alto poi curvandolo verso il basso e facendolo terminare più sotto del primo segno.

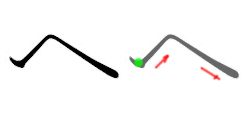
Stile di scrittura di ヘ

Il katakana ヘ è anch'esso composto da un solo segno:
1. Piccolo tratto che forma una specie di virgola rovesciata, prosegue con un segno diagonale che vada verso l'alto, poi curva e va verso il basso. È identico al carattere Hiragana.